# 12e étape du Tour de France 2010
Pour un article plus général, voir Tour de France 2010.
La 12e étape du Tour de France 2010 s'est déroulée le vendredi 16 juillet 2010 entre Bourg-de-Péage et Mende sur 210,5 km.

## Sprints intermédiaires
| Premier   | Grega Bole          | 6 pts |
| Deuxième  | Thor Hushovd        | 4 pts |
| Troisième | Kanstantsin Siutsou | 2 pts |

| Premier   | Thor Hushovd     | 6 pts |
| Deuxième  | Grega Bole       | 4 pts |
| Troisième | Anthony Charteau | 2 pts |

## Côtes
| Premier   | Pierrick Fédrigo | 4 pts |
| Deuxième  | Ryder Hesjedal   | 3 pts |
| Troisième | Rui Costa        | 2 pts |
| Quatrième | Rein Taaramäe    | 1 pt  |

| Premier   | Anthony Charteau | 4 pts |
| Deuxième  | Christophe Kern  | 3 pts |
| Troisième | Vasil Kiryienka  | 2 pts |
| Quatrième | Gorka Verdugo    | 1 pt  |

| Premier   | Sandy Casar        | 10 pts |
| Deuxième  | Anthony Charteau   | 9 pts  |
| -         | Carlos Barredo     | -      |
| Quatrième | Mario Aerts        | 7 pts  |
| Cinquième | Mathieu Perget     | 6 pts  |
| Sixième   | Rafael Valls Ferri | 5 pts  |

| Premier   | Anthony Charteau     | 4 pts |
| Deuxième  | Sandy Casar          | 3 pts |
| -         | Carlos Barredo       | -     |
| Quatrième | Alexandre Vinokourov | 1 pt  |

| - 5. Côte de la Croix Neuve, 2e catégorie (kilomètre 208,5) \| Premier \| Alberto Contador \| 20 pts \| \| Deuxième \| Joaquim Rodríguez \| 18 pts \| \| Troisième \| Alexandre Vinokourov \| 16 pts \| \| Quatrième \| Andy Schleck \| 14 pts \| \| Cinquième \| Jurgen Van den Broeck \| 12 pts \| \| Sixième \| Samuel Sánchez \| 10 pts \| |                       |        |
| Premier | Alberto Contador      | 20 pts |
| Deuxième | Joaquim Rodríguez     | 18 pts |
| Troisième | Alexandre Vinokourov  | 16 pts |
| Quatrième | Andy Schleck          | 14 pts |
| Cinquième | Jurgen Van den Broeck | 12 pts |
| Sixième | Samuel Sánchez        | 10 pts |

## Classement de l'étape
| Classement de la 12e étape | Classement de la 12e étape | Classement de la 12e étape | Classement de la 12e étape | Classement de la 12e étape |
|                            | Coureur                    | Pays                       | Équipe                     | Temps                      |
| -------------------------- | -------------------------- | -------------------------- | -------------------------- | -------------------------- |
| 1er                        | Joaquim Rodríguez          | ESP                        | Team Katusha               | en 4 h 58 min 26 s         |
| 2e                         | Alberto Contador           | ESP                        | Astana                     | m.t.                       |
| 3e                         | Alexandre Vinokourov       | KAZ                        | Astana                     | + 4 s                      |
| 4e                         | Jurgen Van den Broeck      | BEL                        | Omega Pharma-Lotto         | + 10 s                     |
| 5e                         | Andy Schleck               | LUX                        | Team Saxo Bank             | + 10 s                     |
| 6e                         | Samuel Sánchez             | ESP                        | Euskaltel-Euskadi          | + 10 s                     |
| 7e                         | Andreas Klöden             | GER                        | Team RadioShack            | + 10 s                     |
| 8e                         | Denis Menchov              | RUS                        | Rabobank                   | + 10 s                     |
| 9e                         | Robert Gesink              | NED                        | Rabobank                   | + 15 s                     |
| 10e                        | Roman Kreuziger            | CZE                        | Liquigas-Doimo             | + 15 s                     |
| modifier                   |                            |                            |                            |                            |

## Classement général
| Classement général à la 12e étape | Classement général à la 12e étape | Classement général à la 12e étape | Classement général à la 12e étape | Classement général à la 12e étape |
|                                   | Coureur                           | Pays                              | Équipe                            | Temps                             |
| --------------------------------- | --------------------------------- | --------------------------------- | --------------------------------- | --------------------------------- |
| 1er                               | Andy Schleck                      | LUX                               | Team Saxo Bank                    | en 58 h 42 min 1 s                |
| 2e                                | Alberto Contador                  | ESP                               | Astana                            | + 31 s                            |
| 3e                                | Samuel Sánchez                    | ESP                               | Euskaltel-Euskadi                 | + 2 min 45 s                      |
| 4e                                | Denis Menchov                     | RUS                               | Rabobank                          | + 2 min 58 s                      |
| 5e                                | Jurgen Van den Broeck             | BEL                               | Omega Pharma-Lotto                | + 3 min 31 s                      |
| 6e                                | Levi Leipheimer                   | USA                               | Team RadioShack                   | + 4 min 6 s                       |
| 7e                                | Robert Gesink                     | NED                               | Rabobank                          | + 4 min 27 s                      |
| 8e                                | Joaquim Rodríguez                 | ESP                               | Team Katusha                      | + 4 min 58 s                      |
| 9e                                | Luis León Sánchez                 | ESP                               | Caisse d'Épargne                  | + 5 min 2 s                       |
| 10e                               | Roman Kreuziger                   | CZE                               | Liquigas-Doimo                    | + 5 min 16 s                      |
| modifier                          |                                   |                                   |                                   |                                   |

## Classements annexes

### Classement par points
| Classement par points | Classement par points | Classement par points | Classement par points | Classement par points |
| --------------------- | --------------------- | --------------------- | --------------------- | --------------------- |
|                       | Coureur               | Pays                  | Équipe                | Point(s)              |
| 1er                   | Thor Hushovd          | NOR                   | Cervélo TestTeam      | 167 points            |
| 2e                    | Alessandro Petacchi   | ITA                   | Lampre-Farnese        | 161 pts               |
| 3e                    | Robbie McEwen         | AUS                   | Team Katusha          | 138 pts               |
| modifier              |                       |                       |                       |                       |

### Classement du meilleur grimpeur
| Classement du meilleur grimpeur | Classement du meilleur grimpeur | Classement du meilleur grimpeur | Classement du meilleur grimpeur | Classement du meilleur grimpeur |
| ------------------------------- | ------------------------------- | ------------------------------- | ------------------------------- | ------------------------------- |
|                                 | Coureur                         | Pays                            | Équipe                          | Point(s)                        |
| 1er                             | Anthony Charteau                | FRA                             | BBox Bouygues Telecom           | 107 points                      |
| 2e                              | Jérôme Pineau                   | FRA                             | Quick Step                      | 92 pts                          |
| 3e                              | Andy Schleck                    | LUX                             | Team Saxo Bank                  | 64 pts                          |
| modifier                        |                                 |                                 |                                 |                                 |

### Classement du meilleur jeune
| Classement général du meilleur jeune | Classement général du meilleur jeune | Classement général du meilleur jeune | Classement général du meilleur jeune | Classement général du meilleur jeune |
|                                      | Coureur                              | Pays                                 | Équipe                               | Temps                                |
| ------------------------------------ | ------------------------------------ | ------------------------------------ | ------------------------------------ | ------------------------------------ |
| 1er                                  | Andy Schleck                         | LUX                                  | Team Saxo Bank                       | en 58 h 42 min 1 s                   |
| 2e                                   | Robert Gesink                        | NED                                  | Rabobank                             | + 4 min 27 s                         |
| 3e                                   | Roman Kreuziger                      | CZE                                  | Liquigas-Doimo                       | + 5 min 16 s                         |
| modifier                             |                                      |                                      |                                      |                                      |

### Classement par équipes
| Classement par équipes | Classement par équipes | Classement par équipes | Classement par équipes |
|                        | Équipe                 | Pays                   | Temps                  |
| ---------------------- | ---------------------- | ---------------------- | ---------------------- |
| 1re                    | Team RadioShack        | États-Unis             | en 176 h 11 min 16 s   |
| 2e                     | Caisse d'Épargne       | Espagne                | + 21 s                 |
| 3e                     | Astana                 | Kazakhstan             | + 15 min 43 s          |
| modifier               |                        |                        |                        |

## Abandons
- Samuel Dumoulin (Cofidis) : non partant.
- Tyler Farrar (Garmin-Transitions) : abandon, à la suite d'une blessure lors de la deuxième étape[2].